# 슈퍼 탱크 작전
《슈퍼 탱크 작전》(영어: Best Defense)은 미국에서 제작된 윌러드 하이크 감독의 1984년 전쟁 액션 코미디 영화이다. 더들리 무어, 에디 머피 등이 출연하였고, 글로리아 캐츠 등이 제작에 참여하였다.

## 출연진
- 더들리 무어
- 에디 머피
- 케이트 캡쇼
- 조지 전자
- 헬렌 셰이버
- 톰 누넌
- 데이비드 래시

## 기타 제작진
- 배역: 다이앤 크리턴든
- 미술: 피터 제이미슨
- 의상: 크리스티 지애